# ニコライ・ノヴィコフ (外交官)
ニコライ・ヴァシリエヴィチ・ノヴィコフ（ロシア語: Николай Васильевич Новиков、ラテン文字転写の例：Nikolai Vasilevich Novikov、1903年2月7日 - 1989年）は、ソ連の外交官。1946年から1947年までアメリカ駐在ソ連大使。サンクトペテルブルク生まれ。
1946年、ワシントンからモスクワに送った電文で戦後のアメリカ外交を分析し、同時期のジョージ・ケナンの長文電報と並んで、冷戦初期の米ソ関係に影響を与えた。